# Caesioperca
Caesioperca es un género de peces actinopterigios que pertenece a la subfamilia Anthiinae de la familia Serranidae. Incluye solo dos especies, ambas del océano Índico oriental.

## Especies
- Caesioperca lepidoptera (perca mariposa)
- Caesioperca rasor (perca barbero)